# Primorski bor
Primorski bor (lat. Pinus pinaster) udomaćen je u zapadnoj i jugozapadnoj regiji Mediterana. Ovaj bor je iznimno invazivna vrsta u Južnoj Africi gdje je jedan od rezultata te invazivnosti pad bioraznolikosti.

## Rasprostranjenost
Primorski bor danas se kultivira po cijelom svijetu. Afrika (sjeverni Maroko), Europa (Portugal, Španjolska, Francuska i Korzika, Italija i Sicilija). 

## Izgled
Stablo, visoko do 40 m, a deblo promjera do 1,2 m, starenjem kora postaje duboko izbrazdana crvenkasto smeđe boje. Pupovi su duguljasto-vretenasti i nisu smolasti. Izbojci su goli, debeli 7-15 mm, crvenkasto smeđe boje. Igličasti listovi po dva u zajedničkom rukavcu, zeleni su, relativno kruti i bodljasti, na presjeku su vidljivi smolni kanalići (2 – 9), medijalno smješteni. Plod je češer, jajoliko-čunjasta oblika, simetričan ili subsimetričan, svijetlo smeđe boje, sjajan. Sjemenka ima krila duga do 25 mm koja se lako odvajaju.  

## Ekologija
Primorski bor je heliofil, termofil i kserofil, oprašuje ga vjetar, cvijeta kroz travanj. Češeri dozrijevaju u studenom i prosincu, većinom po 2 do 4 zajedno, a na stablu ostaju zatvoreni više godina. Cvjetati počinje oko šeste godine, puni urod je svake 3 – 5 godina, pridolazi od morske razine do 2100 m nadmorske visine. U nekim državama gdje je udomaćen predstavlja invazivnu vrstu. Odlično je prilagođen režimima požara i brzo raste (jedan od najbrže rastućih borova). Iglice tipično traju 3 godine. 

## Primjena
Sjemenke ovog bora su jestive (kuhane ili sirove). Daje dobru drvnu građu, veže tlo (štiti od erozije, posebno uz more jer odlično podnosi posolicu), služi za dobivanje papira. Uzgajao se i zbog visoko kvalitetne smole od koje se dobiva terpentin. Kada pada kiša, voda koja se cijedi s iglica sadrži u sebi supstance koje inhibiraju klijanje nekih žitarica.
Primorski bor ima ljekovito djelovanje jer jača stjenku krvnih žila i kapilara, (antioksidans je i ima protuupalno djelovanje (antiseptik, diuretik). Izvor je flavonoida, katehina, proantocijana i fenolne kiseline. 

## Vanjske poveznice
|  | Zajednički poslužitelj ima stranicu o temi Pinus pinaster    |
|  | Zajednički poslužitelj ima još gradiva o temi Pinus pinaster |
|  | Wikivrste imaju podatke o taksonu Primorskom boru            |